# Ubisoft Toronto
Ubisoft Toronto — канадський розробник відеоігор, що розташований в Торонто і належить Ubisoft. Студія була заснована у 2010 році на чолі з Джейд Реймонд. У 2013 році було випущено дебютний проєкт Ubisoft Toronto — пригодницький бойовик Blacklist, який є частиною серії Tom Clancy's Splinter Cell. Пізніше студія розробила п'яту частину серії шутерів від першої особи Far Cry, а також черговий пригодницький бойовик Starlink: Battle for Atlas, який став першою інтелектуальною власністю Ubisoft Toronto; обидві випущені у 2018 році. Водночас студія працювала над пригодницьким бойовиком Legion (2020), третьою частиною серії Watch Dogs, і Far Cry 6 (2021). Крім того, Ubisoft Toronto виконувала додаткову розробку таких ігор, як Assassin's Creed Unity (2014), For Honor (2017), Mario + Rabbids Sparks of Hope (2022) та кількох інших.

## Історія

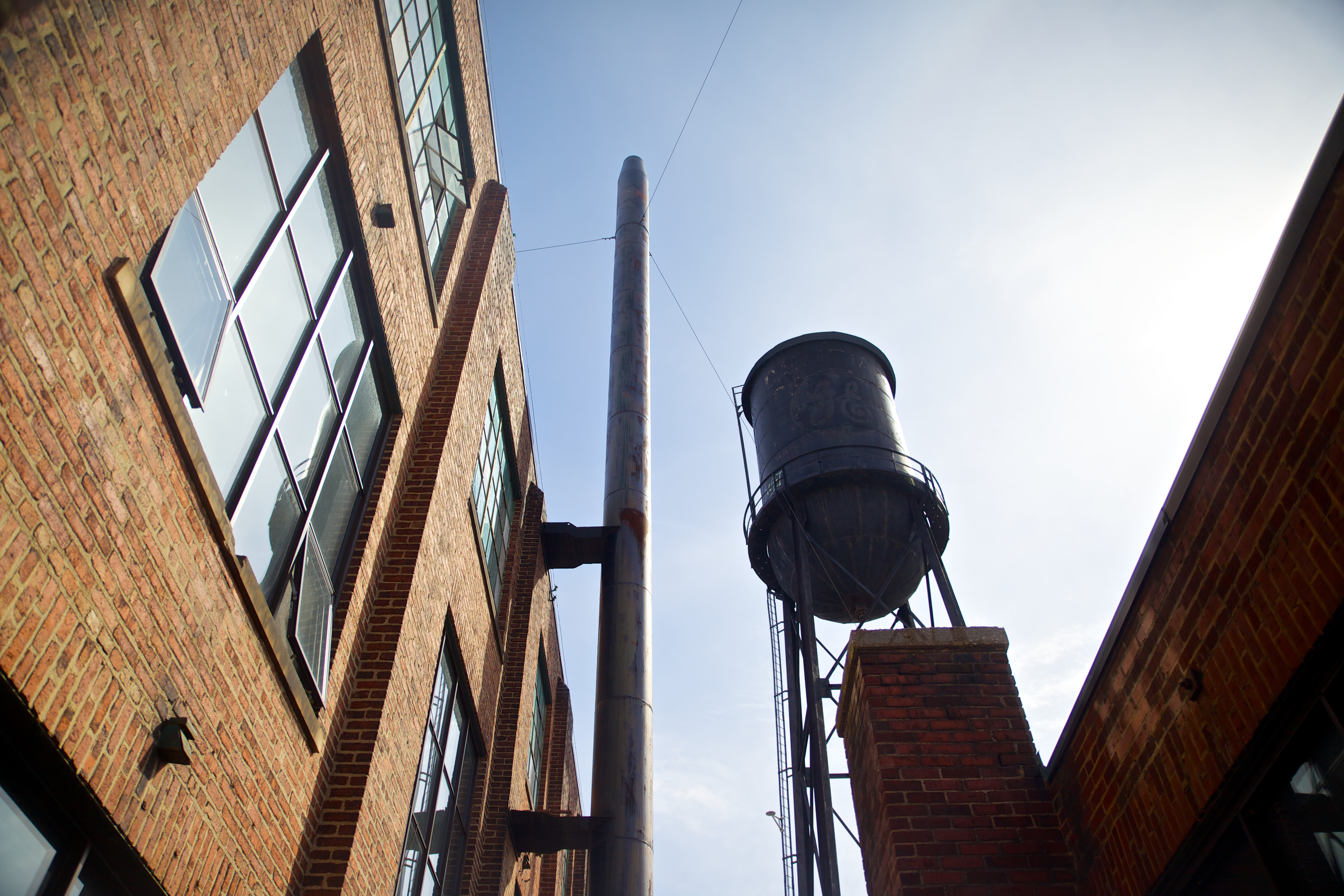
Штаб-квартира Ubisoft Toronto у березні 2013 року.

У липні 2009 року компанія Ubisoft оголосила про відкриття своєї студії в Торонто. Янніс Маллат, виконавчий директор Ubisoft Montréal, мав обійняти цю ж посаду в Ubisoft Toronto, а уряд Онтаріо планував інвестувати 263 мільйони CA$ протягом десяти років, щоб створити до 800 робочих місць. На відміну від інших студій компанії, Ubisoft Toronto мала можливість відразу займатися розробкою власних ігор, тоді як інші студії починали з надання підтримки більшим студіям, як-от Ubisoft Montréal. Проте, Ubisoft Toronto також надавала підтримку Ubisoft Montréal, оскільки була дочірньою студією.
У вересні 2009 року Джейд Реймонд отримала посаду керівниці Ubisoft Toronto замість Маллата. Багато співробітників, включно із самою Реймонд, переїхали з Ubisoft Montréal на нове робоче місце. Ключовими фігурами студії стали продюсер Александр Парізо та креативний директор Максим Беланд, які співзаснували студію разом із Реймонд. Леслі Форд-Той очолила невелику групу розробників неанонсованого проєкту, а Рима Брек була призначена керівником внутрішньої технологічної групи. Її діяльність розпочалася наприкінці 2009 року в офісах, що розташовувалися в колишній будівлі General Electric. До початку травня 2010 року було зареєстровано понад 2000 заявок на роботу в Ubisoft Toronto. Офіційне відкриття відбулося пізніше у вересні. Студія працевлаштовувала 200 працівників станом на 2012 рік. Того ж року Ubisoft Toronto створила внутрішній підрозділ для захоплення руху.
У серпні 2013 року було випущено дебютний проєкт студії — пригодницький бойовик Blacklist, який є частиною серії Tom Clancy's Splinter Cell. Гра отримала загалом схвальні відгуки критиків. У вересні кількість співробітників студії збільшилася до 300 осіб; на той момент до студії надійшло 30 тисяч заявок і вона провела 1,8 тисячі співбесід. Восени 2014 року Реймонд покинула студію, а її місце на посаді генерального директора зайняв Парізо. У 2018 році Ubisoft Toronto випустила шутер від першої особи Far Cry 5, який належить до серії Far Cry та був розроблений спільно з Ubisoft Montréal, і пригодницький бойовик Starlink: Battle for Atlas — перша інтелектуальна власність студії. Far Cry 5 отримала загалом схвальні відгуки, хоча Battle for Atlas була сприйнята дещо гірше. У жовтні 2020 року було випущено пригодницький бойовик Legion, що став третьою частиною серії Watch Dogs та отримав загалом схвальні відгуки.
Влітку 2020 року Беланд покинув Ubisoft Toronto після повідомлень про сексуальні домагання в студії. У лютому 2021 року Парізо також залишив студію, а його місце зайняв Іштван Тайнан, який раніше очолював Ubisoft Berlin. У жовтні було випущено Far Cry 6, яку Ubisoft Toronto розробляла впродовж останніх чотирьох років. На той момент у студії працювало близько 630 співробітників. У грудні було оголошено, що студія займається ремейком Tom Clancy's Splinter Cell (2002); інформація щодо проєкту з'явились раніше восени. У жовтні 2022 року ігровий дизайнер ремейку, Девід Ґрівел, залишив Ubisoft після понад 11 років праці в компанії.

## Розроблені ігри
| Рік  | Назва                                 | Платформа                                                                             | Коментарі                                                           |
| ---- | ------------------------------------- | ------------------------------------------------------------------------------------- | ------------------------------------------------------------------- |
| 2013 | Tom Clancy's Splinter Cell: Blacklist | PlayStation 3, Wii U, Windows, Xbox 360                                               | —                                                                   |
| 2014 | Assassin's Creed Unity                | PlayStation 4, Stadia, Windows, Xbox One                                              | Допоміжна розробка для Ubisoft Montréal                             |
| 2014 | Far Cry 4                             | PlayStation 3, PlayStation 4, Windows, Xbox 360, Xbox One                             | Допоміжна розробка для Ubisoft Montréal                             |
| 2015 | Tom Clancy's Rainbow Six Siege        | PlayStation 4, PlayStation 5, Stadia, Windows, Xbox One, Xbox Series X/S              | Допоміжна розробка для Ubisoft Montréal                             |
| 2016 | Far Cry Primal                        | PlayStation 4, Stadia, Windows, Xbox One                                              | Допоміжна розробка для Ubisoft Montréal                             |
| 2016 | Watch Dogs 2                          | PlayStation 4, Stadia, Windows, Xbox One                                              | Допоміжна розробка для Ubisoft Montréal                             |
| 2017 | For Honor                             | PlayStation 4, Windows, Xbox One                                                      | Допоміжна розробка для Ubisoft Montréal                             |
| 2018 | Far Cry 5                             | PlayStation 4, Stadia, Windows, Xbox One                                              | Розроблена спільно з Ubisoft Montréal                               |
| 2018 | Starlink: Battle for Atlas            | Nintendo Switch, PlayStation 4, Windows, Xbox One                                     | —                                                                   |
| 2020 | Watch Dogs: Legion                    | Amazon Luna, PlayStation 4, PlayStation 5, Stadia, Windows, Xbox One, Xbox Series X/S | —                                                                   |
| 2021 | Far Cry 6                             | Amazon Luna, PlayStation 4, PlayStation 5, Stadia, Windows, Xbox One, Xbox Series X/S | —                                                                   |
| 2022 | Mario + Rabbids Sparks of Hope        | Nintendo Switch                                                                       | Допоміжна розробка для Ubisoft Milan та Ubisoft Paris               |
| 2024 | Star Wars Outlaws                     | PlayStation 5, Windows, Xbox Series X/S                                               | Допоміжна розробка для Massive Entertainment                        |
| —    | Tom Clancy's Splinter Cell            | —                                                                                     | Ремейк однойменної відеогри 2002 року, розробленої Ubisoft Montréal |